# Thomas E. Watson (Politiker)

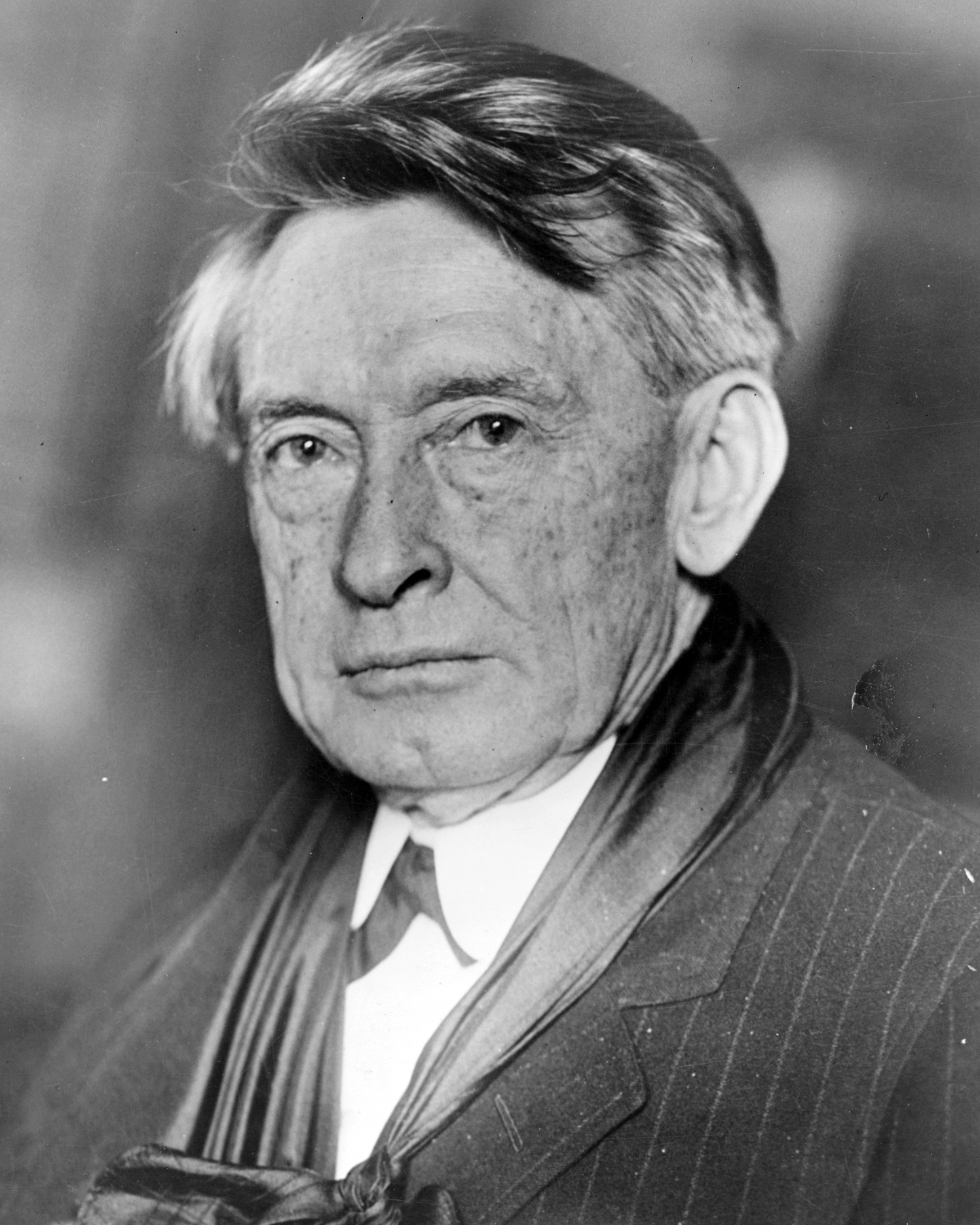
Thomas E. Watson

Thomas Edward „Tom“ Watson (* 5. September 1856 in Thomson, McDuffie County, Georgia; † 26. September 1922 in Washington, D.C.) war ein US-amerikanischer Politiker der Populist Party sowie der Demokratischen Partei. Von 1891 bis 1893 saß er für den US-Bundesstaat Georgia im US-Repräsentantenhaus. 1904 und 1908 war er Kandidat der Populist Party bei den US-Präsidentschaftswahlen. Von 1921 bis zu seinem Tod vertrat er Georgia im US-Senat.

## Biographie
Watson wurde in Thomson im Westen von Georgia geboren. Er besuchte die Mercer University. Wegen Geldmangels konnte er sein Studium nicht abschließen und verließ nach zwei Jahren die Universität. Anschließend war er als Lehrer tätig. Später studierte er die Rechtswissenschaften und wurde 1875 als Rechtsanwalt zugelassen. In dieser Zeit wurde er Mitglied der Demokratischen Partei. 1882 wurde er dann Abgeordneter im Repräsentantenhaus von Georgia. Als Mitglied der Legislative kämpfte Watson erfolglos darum, die Missbräuche der mächtigen Eisenbahnunternehmen zu bremsen. Ein Gesetz, welches die Eisenbahnunternehmen zur Zahlung von Steuern an die Countys verpflichten sollte, wurde nicht beschlossen, nachdem Senator Joseph E. Brown die Mitglieder der Legislative von Georgia per Bahnreise zur Louisville Exposition 1883 eingeladen hatte. Watson trat, angeekelt von Brown und seinen Bestechungen, noch vor Ablauf seiner Amtszeit von seinem Mandat zurück und kehrte wieder in seine Anwaltskanzlei zurück. 1888 war er Mitglied des Electoral College.
Fortan unterstützte Watson die Farmers' Alliance. Mit deren Unterstützung wurde er 1890 ins US-Repräsentantenhaus gewählt. 1891 nahm er seine Arbeit auf. Watson verließ die Demokratische Fraktion und wurde stattdessen Mitglied der Fraktion der Populist Party. Von den acht weiteren Fraktionsmitgliedern wurde Watson am Tage seines Übertritts erfolglos zur Wahl zum Sprecher des Repräsentantenhauses der Vereinigten Staaten vorgeschlagen. Er war eine der treibenden Kräfte bei der Gründung der Populist Party in seinem Heimatstaat. Die Populist Party befürwortete das öffentliche Eigentum an den Eisenbahnen, Dampfschiffslinien und Telefon- und Telegrafensystemen, war also gegen jedwede Privatisierung. Zudem setzte sie sich für kostenlose und unbegrenzte Silberprägung, die Abschaffung der Nationalbanken, ein System der progressiven Einkommensteuer und die Direktwahl der Senatoren der Vereinigten Staaten ein. Watson setzte sich außerdem stark für das Wahlrecht von Afroamerikanern ein.
Obwohl Watson Mitglied einer Minderheitsfraktion war, nahm er doch großen Einfluss auf die Gesetzgebung, insbesondere die Ländereien betreffend. Das wichtigste davon war ein Gesetz, welches die Post zwang, Briefe auch an abgelegene Bauernhöfe zu liefern. Mit dem Gesetz, 1893 beschlossen, eliminierte man die Notwendigkeit, dass Bauern ihre Post auf weit entfernten Postämtern abholen oder eine private Firma damit beauftragen mussten. Watson kämpfte um die Wiederwahl, wurde aber von James C. C. Black besiegt, so dass er 1893 aus dem Repräsentantenhaus ausschied. Anschließend war er wieder als Rechtsanwalt in seiner Geburtsstadt tätig. Ebenso schrieb er Artikel für die Parteizeitung der Populist Party.
Im Vorfeld der Präsidentschaftswahlen 1896 nahm die Spitze der Populist Party Gespräche mit dem Demokratischen Kandidaten, William Jennings Bryan, auf, da man der Meinung war, dass man mit einem eigenen Kandidaten keine Chance hätte. Watson sollte Running mate von Bryan werden, sofern man sich auf eine Zusammenarbeit verständigen konnte. Nachdem die Versammlung der Populist Party Bryan offiziell auch zu ihrem Kandidaten nominiert hatte, ernannte dieser wiederum Arthur Sewall zu seinem Running Mate. Durch diesen Schritt von Bryan spaltete sich die Populist Party in zwei Lager: auf der einen Seite diejenigen, die sich nunmehr weigerten, Bryan zu unterstützen, und auf der anderen Seite jene, die widerwillig für ihn warben. Watsons Name blieb auf dem Stimmzettel als Bryans Vizepräsidentschaftskandidat der Populist Party, während Sewall als Bryans Vizepräsidentschaftskandidat der Demokraten aufgelistet wurde. Watson erhielt schlussendlich 217.000 Stimmen, was nicht mal ein Viertel dessen ausmachte, was der Vorgänger als Vizepräsidentschaftskandidat vier Jahre zuvor erhalten hatte. Watsons Ergebnis war gleichzeitig das höchste Ergebnis, was ein Kandidat der Populist Party bis zum Niedergang der Partei erhielt.
Als sein persönlicher Reichtum wuchs, verurteilte Watson den Sozialismus, der viele Konvertiten aus der Asche des Populismus gezogen hatte. Er wurde ein Gegner der Katholiken und plädierte für die Neuorganisation des Ku-Klux-Klan. Bei den Präsidentschaftswahlen 1904 und 1908 kandidierte Watson für die Populist Party, konnte allerdings nur marginale Stimmenanzahlen auf sich vereinen, außer in seinem Heimatstaat Georgia, wo er 18 % (1904) bzw. 12 % (1908) der Stimmen erhielt.
Nach dem Niedergang der Populist Party war Watson bei verschiedenen Zeitungen sowohl als Autor als auch als Herausgeber tätig. Vom 4. März 1921 bis zu seinem Tod war er nochmals politisch aktiv, diesmal als US-Senator für die Demokratische Partei, zu welcher er zurückgekehrt war. Watson verstarb am 26. September 1922 an einem Schlaganfall. Rebecca Ann Latimer Felton wurde zu seiner Nachfolgerin ernannt. Sie amtierte 24 Stunden und war das erste weibliche Mitglied des Senats.